# Niccolò Gattilusio (władca Enos)
Niccolò Gattilusio (zm. 1409) – pierwszy genueński władca miasta Enos (dzisiejszy Enez w Tracji w Turcji) od 1376 do 1409 roku.

## Życiorys
Był synem Franciszka I Gattilusio i Marii Paleologini. Miasta Enos otrzymał od cesarza Jana V Paleologa. W latach 1384–1387 był regentem swojego brata Franciszka II Gattilusio na Lesbos. Jego następcą był syn Franciszka II Gattilusio – Palamede Gattilusio